# Бла-бла-бла (манга)
«Бла-бла-бла» (яп. かくかくしかじか какукаку сикадзика) — японская манга-автобиография, написанная и проиллюстрированная Акико Хигасимурой. С 2011 по 2015 год издавалась в ежемесячном журнале Cocohana и была собрана в пять танкобонов. На 16 мая 2025 года залпнирована премьера полнометражного игрового фильма по мотивам манги.

## Сюжет
Манга начинается, когда будущая мангака под псевдонимом Акико Хигасимура, тогда ещё Акико Хаяси, учится в школе. Несмотря на свою лень, она хочет стать мангакой, но на толкового преподавателя у неё нет денег. Тогда ей советуют местного учителя, отношения с которым у неё сразу не заладились. С годами, уже уехав в большой город и поступив там в университет, она начинает постигать значение его советов, но узнаёт, что учитель болен раком...

## Публикация
Отдельные главы, называемые «холстами», публиковались в журнале Cocohana в период между первым январским выпуском 2012 года и мартовским выпуском 2015 года. Позже они были опубликованы издательством Shueisha в пяти танкобонах. Третий, четвёртый и пятый тома включали бонусные главы из «скетчбука».
Том 2 разошёлся тиражом в 49 232 экземпляра в июне 2013 года, а том 3 — в 47 446 экземпляров в феврале 2014 года.
«Бла-бла-бла» лицензирована издательствами Seven Seas Entertainment в США и «Истари комикс» в РФ.
| № | На японском         | На японском            | На русском       | На русском             |
| № | Дата публикации     | ISBN                   | Дата публикации  | ISBN                   |
| - | ------------------- | ---------------------- | ---------------- | ---------------------- |
| 1 | 25 июля 2012 года   | ISBN 978-4-08-782457-5 | 17 мая 2019 года | ISBN 978-5-907014-51-0 |
| 2 | 24 мая 2013 года    | ISBN 978-4-08-782653-1 | 17 мая 2019 года | ISBN 978-5-907014-52-7 |
| 3 | 24 января 2014 года | ISBN 978-4-08-782746-0 | 17 мая 2019 года | ISBN 978-5-907014-53-4 |
| 4 | 25 июля 2014 года   | ISBN 978-4-08-782797-2 | 17 мая 2019 года | ISBN 978-5-907014-54-1 |
| 5 | 25 мая 2015 года    | ISBN 978-4-08-792004-8 | 17 мая 2019 года | ISBN 978-5-907014-55-8 |

## Фильм
Полнометражная игровая адаптация манги под этим же названием выйдет в японский прокат 16 мая 2025 года. Снимает на студии Warner Bros. Japan Кадзуаки Сэки по сценарию Датэ-сана и самой Хигасимуры, музыку пишет Юки Мунаката. Акико играет Мэи Нагано, учителя — Ё Оидзуми.

## Награды
«Бла-бла-бла» заняла второе место в справочнике «Kono Manga ga Sugoi!» в категории «Манга для женщин» в 2013 и 2014 годах и седьмое место — в 2015 году. В 2013 году она заняла четвёртое место в номинации «Главный приз» сайта Natalie. В 2015 году «Бла-бла-бла» выиграла премию «Манга тайсё» и была удостоена главного приза в категории «Манга» Агентства по делам культуры на Japan Media Arts Festival.